# 지미 이트 월드
지미 이트 월드(Jimmy Eat World)는 미국의 록 밴드이다.